# Mainvilliers (Eure-et-Loir)
Pour les articles homonymes, voir Mainvilliers.
Mainvilliers est une commune française située dans la banlieue ouest de Chartres, dans le département d'Eure-et-Loir, en région Centre-Val de Loire.
Sixième ville du département par sa population avec 10 950 habitants en 2022, ceux-ci sont appelés les Mainvillois et Mainvilloises.

## Géographie

### Situation
Mainvilliers est à 3 km de Chartres, de Lucé et de Lèves, à 5 km d'Amilly et à 6,5 km de Bailleau-l'Évêque.
Le principal hameau de Mainvilliers est Seresville.

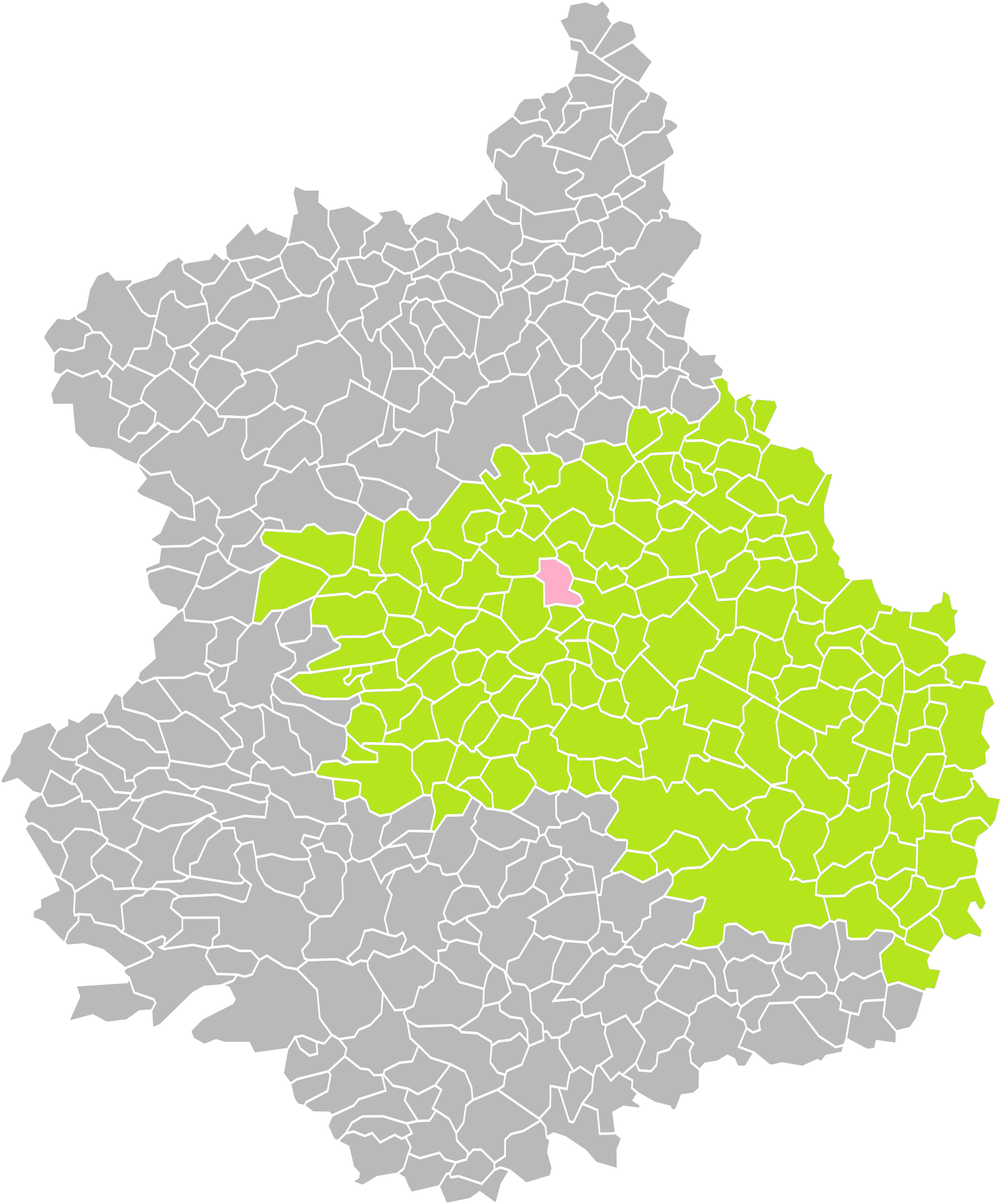
Position de Mainvilliers (en rose) dans l'arrondissement de Chartres (en vert) au sein du département d'Eure-et-Loir (grisé).

### Communes limitrophes
| Bailleau-l'Évêque | Bailleau-l'Évêque | Lèves    |
| Amilly            | Mainvilliers      | Chartres |
| Amilly            | Lucé              | Chartres |

### Hydrographie
Au nord de Seresville, Mainvilliers est traversé par le Coinon ou Couanon ou Couasnon, provenant de Bailleau-l'Évêque et rejoignant Lèves, lieu de sa confluence avec l'Eure. Il prend le nom de « vallée des Joncs » lors de son parcours sur la commune.
Mainvilliers a bénéficié d'une station hydrologique sur le Coinon de 1969 à 1985 : le débit moyen annuel ou module, observé durant cette période de 16 ans, est de 0,022 m3/s, soit 22 litres par seconde pour une surface de bassin versant de 755 km2.
Durant les mois de décembre, janvier et février, le débit moyen annuel du Couasnon est au plus haut avec 0,08 m3/s en février, soit 80 litres par seconde. Le débit peut être nul à la fin d'été en septembre. La hauteur maximale instantanée, relevée le 16 décembre 1981, est de 1,40 m. Au moins une perte est répertoriée dans le lit du Couasnon.

### Voies de communication et transports

#### Voies de communication

##### Réseau routier

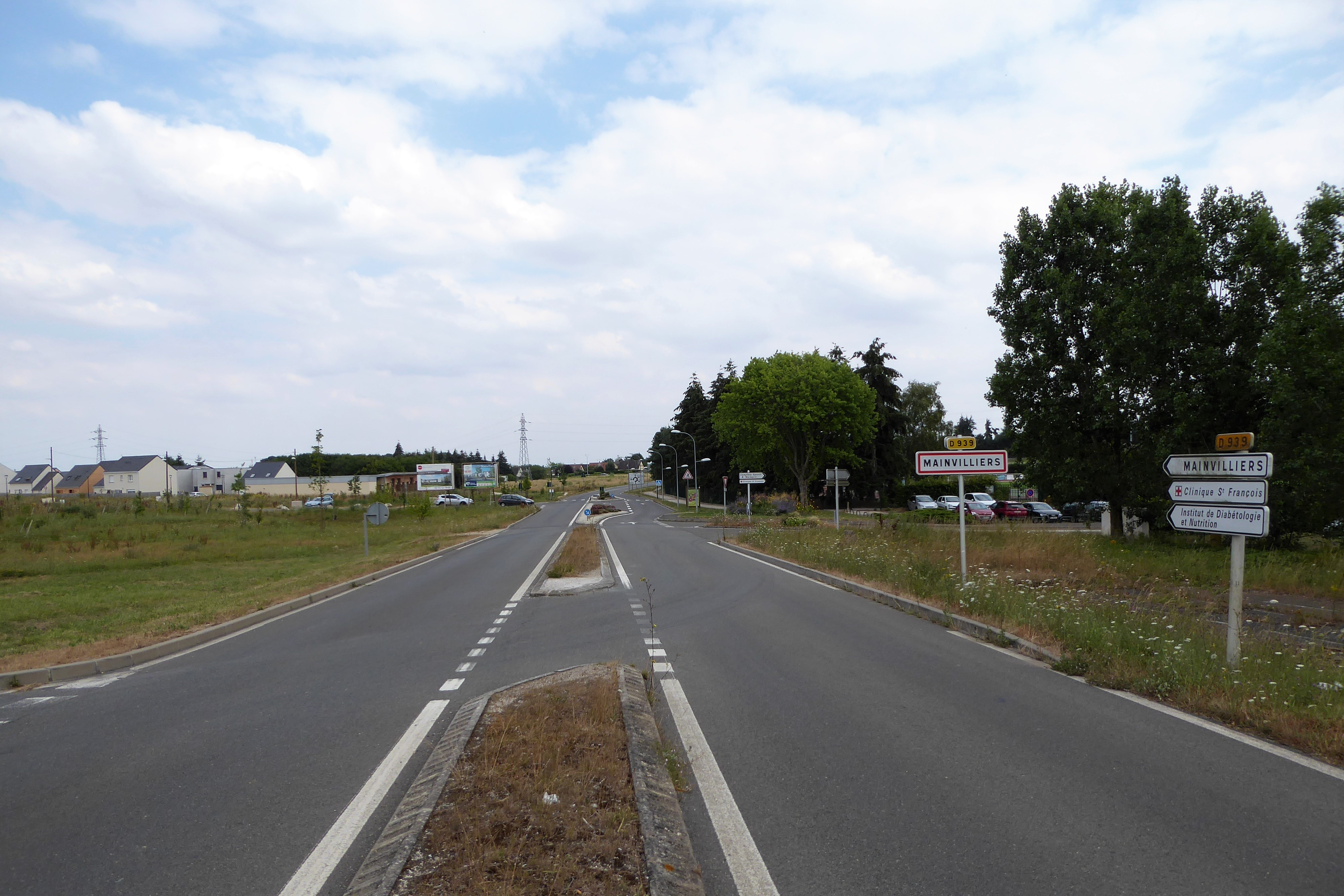
Entrée de Mainvilliers par la RD 939.

- Provenant de l'ouest, Mainvilliers est traversée par la route départementale 24 (RD 24), reliant Senonches (35 km) à Chartres par Digny (25 km). Sur la commune, elle prend le nom de rue du Château d'Eau, puis, après le croisement avec la rue de la Libération, prend le nom de rue de la République et rejoint Chartres au « pont de Mainvilliers ».
- Plus au nord, la route départementale 939 (RD 939) traverse également la commune, en reliant Verneuil-sur-Avre (Eure), distant de 53 km, à Angerville (Essonne), par Brezolles (40 km) et Châteauneuf-en-Thymerais (22 km). Sur la commune, elle prend le nom de rue Gambetta, avant d'être renommée rue du Faubourg Saint-Jean sur la commune de Chartres.

##### Réseau ferroviaire

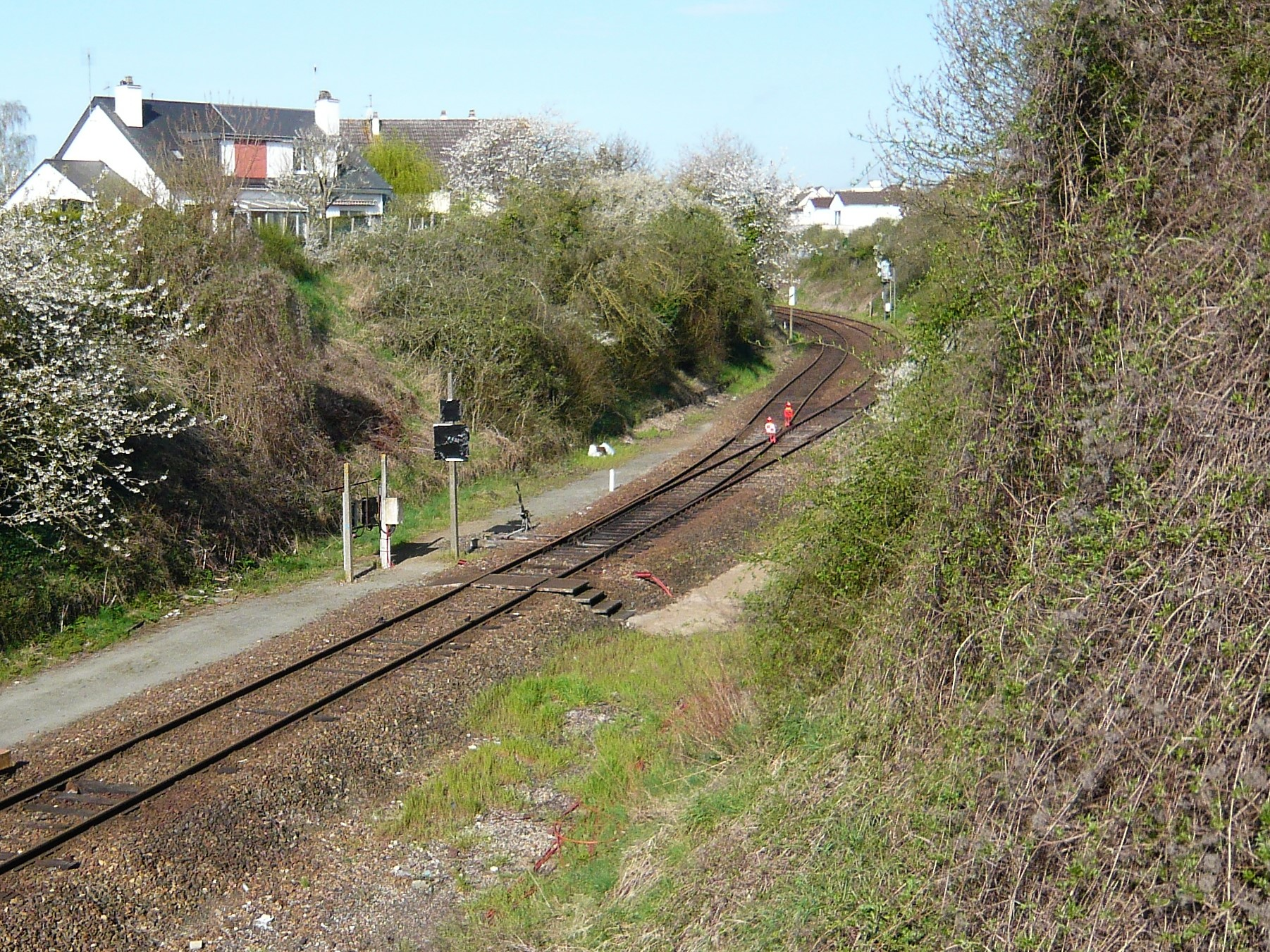
Bifurcation ferroviaire de Mainvilliers.

La gare de Chartres étant à moins de 2 km du centre-ville de Mainvilliers, cette commune n'a pas de halte ferroviaire. Elle est néanmoins traversée par deux lignes de chemin de fer dont la bifurcation se situe au sud de la rue Pierre-de-Coubertin :
- La ligne de Chartres à Orléans, ouverte aux voyageurs de 1872 à 1942. Une réouverture complète est planifiée par la région Centre-Val de Loire pour 2020[3] ;
- La ligne de Chartres à Dreux, ouverte au voyageurs de 1873 à 1971. Jusqu'en 2020, cette ligne servait pour le fret céréalier et la desserte du silo de Saint-Sauveur. Une requalification de la voie est envisagée.

Ces deux lignes ont contribué jusqu'à la Seconde Guerre mondiale à relier par chemin de fer Rouen à Orléans.

#### Transports

##### Bus
La commune est desservie par les lignes 1, 5, 8 et 10 du réseau de bus Filibus.

### Climat
Pour des articles plus généraux, voir Climat du Centre-Val de Loire et Climat d'Eure-et-Loir.
En 2010, le climat de la commune est de type climat océanique dégradé des plaines du Centre et du Nord, selon une étude du CNRS s'appuyant sur une série de données couvrant la période 1971-2000. En 2020, Météo-France publie une typologie des climats de la France métropolitaine dans laquelle la commune est exposée à un climat océanique altéré et est dans la région climatique Sud-ouest du bassin Parisien, caractérisée par une faible pluviométrie, notamment au printemps (120 à 150 mm) et un hiver froid (3,5 °C).
Pour la période 1971-2000, la température annuelle moyenne est de 10,3 °C, avec une amplitude thermique annuelle de 14,7 °C. Le cumul annuel moyen de précipitations est de 638 mm, avec 10,9 jours de précipitations en janvier et 7,7 jours en juillet. Pour la période 1991-2020, la température moyenne annuelle observée sur la station météorologique de Météo-France la plus proche, « Chartres », sur la commune de Champhol à 4 km à vol d'oiseau, est de 11,4 °C et le cumul annuel moyen de précipitations est de 606,1 mm,. Pour l'avenir, les paramètres climatiques de la commune estimés pour 2050 selon différents scénarios d'émission de gaz à effet de serre sont consultables sur un site dédié publié par Météo-France en novembre 2022.
| Mois                                  | jan.             | fév.           | mars          | avril           | mai             | juin           | jui.           | août          | sep.           | oct.            | nov.           | déc.             | année      |
| ------------------------------------- | ---------------- | -------------- | ------------- | --------------- | --------------- | -------------- | -------------- | ------------- | -------------- | --------------- | -------------- | ---------------- | ---------- |
| Température minimale moyenne (°C)     | 1,8              | 1,5            | 3,4           | 5,1             | 8,5             | 11,6           | 13,5           | 13,4          | 10,5           | 8               | 4,5            | 2,2              | 7          |
| Température moyenne (°C)              | 4,3              | 4,8            | 7,8           | 10,3            | 13,8            | 17             | 19,4           | 19,4          | 15,9           | 12,1            | 7,6            | 4,8              | 11,4       |
| Température maximale moyenne (°C)     | 6,9              | 8,2            | 12,2          | 15,6            | 19              | 22,5           | 25,2           | 25,3          | 21,4           | 16,2            | 10,6           | 7,3              | 15,9       |
| Record de froid (°C) date du record   | −18,4 17.01.1985 | −15 24.02.1963 | −11 01.03.05  | −4,9 04.04.1973 | −1 01.05.1945   | 1,4 02.06.1962 | 0,9 30.07.1928 | 3 17.08.1927  | 0,5 22.09.1928 | −5,4 28.10.1931 | −11,3 30.11.10 | −14,2 29.12.1964 | −18,4 1985 |
| Record de chaleur (°C) date du record | 16,1 27.01.03    | 20,5 27.02.19  | 24,8 31.03.21 | 28,2 18.04.1949 | 31,4 16.05.1945 | 37,2 18.06.22  | 41,4 25.07.19  | 39,6 06.08.03 | 35,5 08.09.23  | 29,8 02.10.23   | 20,9 07.11.15  | 17 06.12.1979    | 41,4 2019  |
| Ensoleillement (h)                    | 635              | 876            | 1 403         | 1 836           | 2 087           | 2 215          | 2 303          | 220           | 1 811          | 1 184           | 724            | 601              | 17 874     |
| Précipitations (mm)                   | 49,9             | 41,5           | 43,5          | 44,6            | 55,3            | 51,5           | 51             | 47,7          | 46             | 58,4            | 56             | 60,7             | 606,1      |

## Urbanisme

### Typologie
Au 1er janvier 2024, Mainvilliers est catégorisée grand centre urbain, selon la nouvelle grille communale de densité à 7 niveaux définie par l'Insee en 2022.
Elle appartient à l'unité urbaine de Chartres, une agglomération intra-départementale dont elle est une commune de la banlieue,. Par ailleurs la commune fait partie de l'aire d'attraction de Chartres, dont elle est une commune du pôle principal,. Cette aire, qui regroupe 117 communes, est catégorisée dans les aires de 50 000 à moins de 200 000 habitants,.

### Occupation des sols
L'occupation des sols de la commune, telle qu'elle ressort de la base de données européenne d’occupation biophysique des sols Corine Land Cover (CLC), est marquée par l'importance des territoires agricoles (61,5 % en 2018), en diminution par rapport à 1990 (69,4 %). La répartition détaillée en 2018 est la suivante : 
terres arables (58,4 %), zones urbanisées (17,6 %), forêts (9,6 %), zones industrielles ou commerciales et réseaux de communication (9,5 %), zones agricoles hétérogènes (3,1 %), espaces verts artificialisés, non agricoles (1,9 %). L'évolution de l’occupation des sols de la commune et de ses infrastructures peut être observée sur les différentes représentations cartographiques du territoire : la carte de Cassini (XVIIIe siècle), la carte d'état-major (1820-1866) et les cartes ou photos aériennes de l'IGN pour la période actuelle (1950 à aujourd'hui).

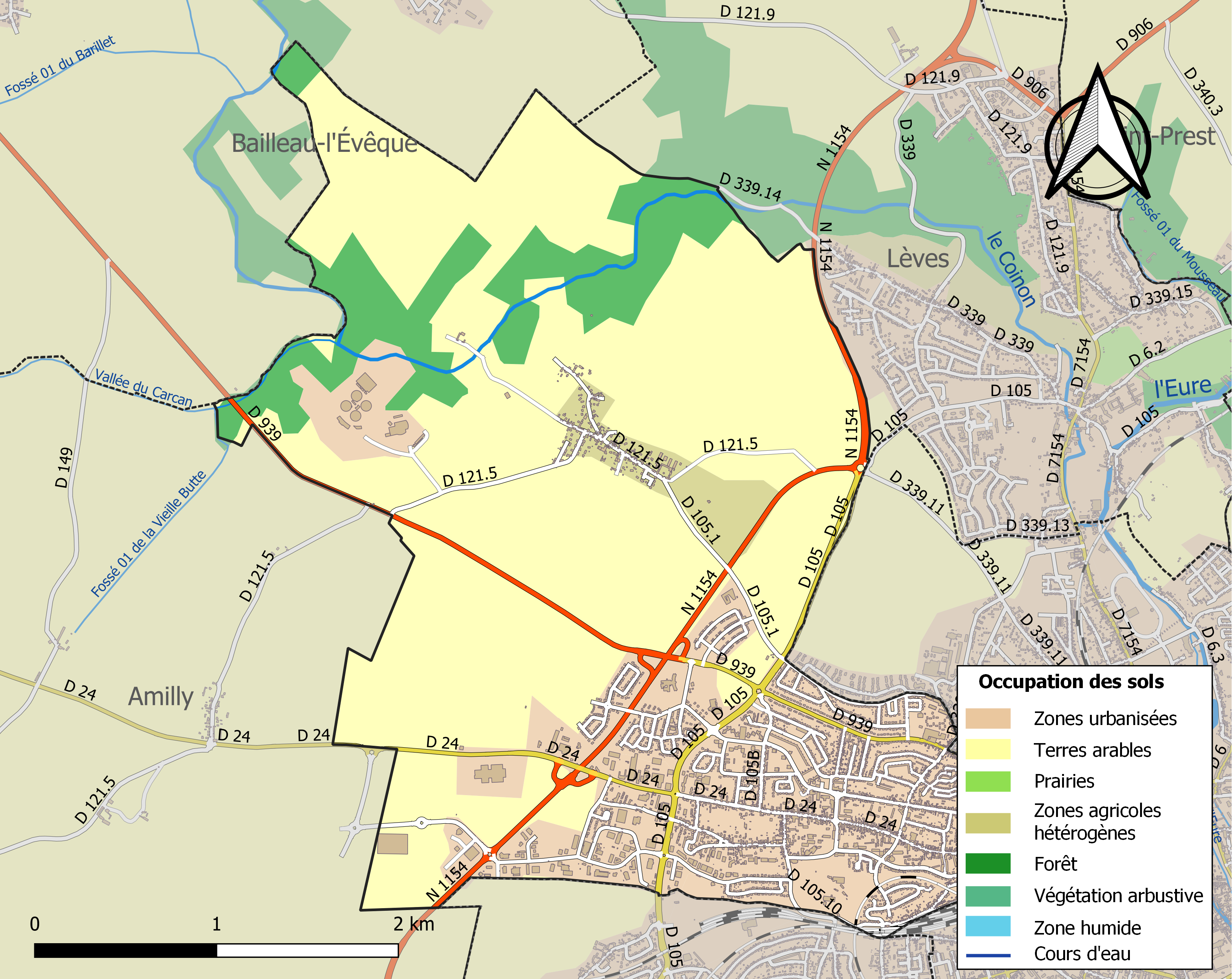
Carte des infrastructures et de l'occupation des sols de la commune en 2018 (CLC).

### Risques majeurs
Le territoire de la commune de Mainvilliers est vulnérable à différents aléas naturels : météorologiques (tempête, orage, neige, grand froid, canicule ou sécheresse), inondations, mouvements de terrains et séisme (sismicité très faible). Il est également exposé à un risque technologique, le transport de matières dangereuses. Un site publié par le BRGM permet d'évaluer simplement et rapidement les risques d'un bien localisé soit par son adresse soit par le numéro de sa parcelle.

#### Risques naturels
Certaines parties du territoire communal sont susceptibles d’être affectées par le risque d’inondation par débordement de cours d'eau et par ruissellement et coulée de boue, notamment le Coinon. La commune a été reconnue en état de catastrophe naturelle au titre des dommages causés par les inondations et coulées de boue survenues en 1994, 1999 et 2018,.

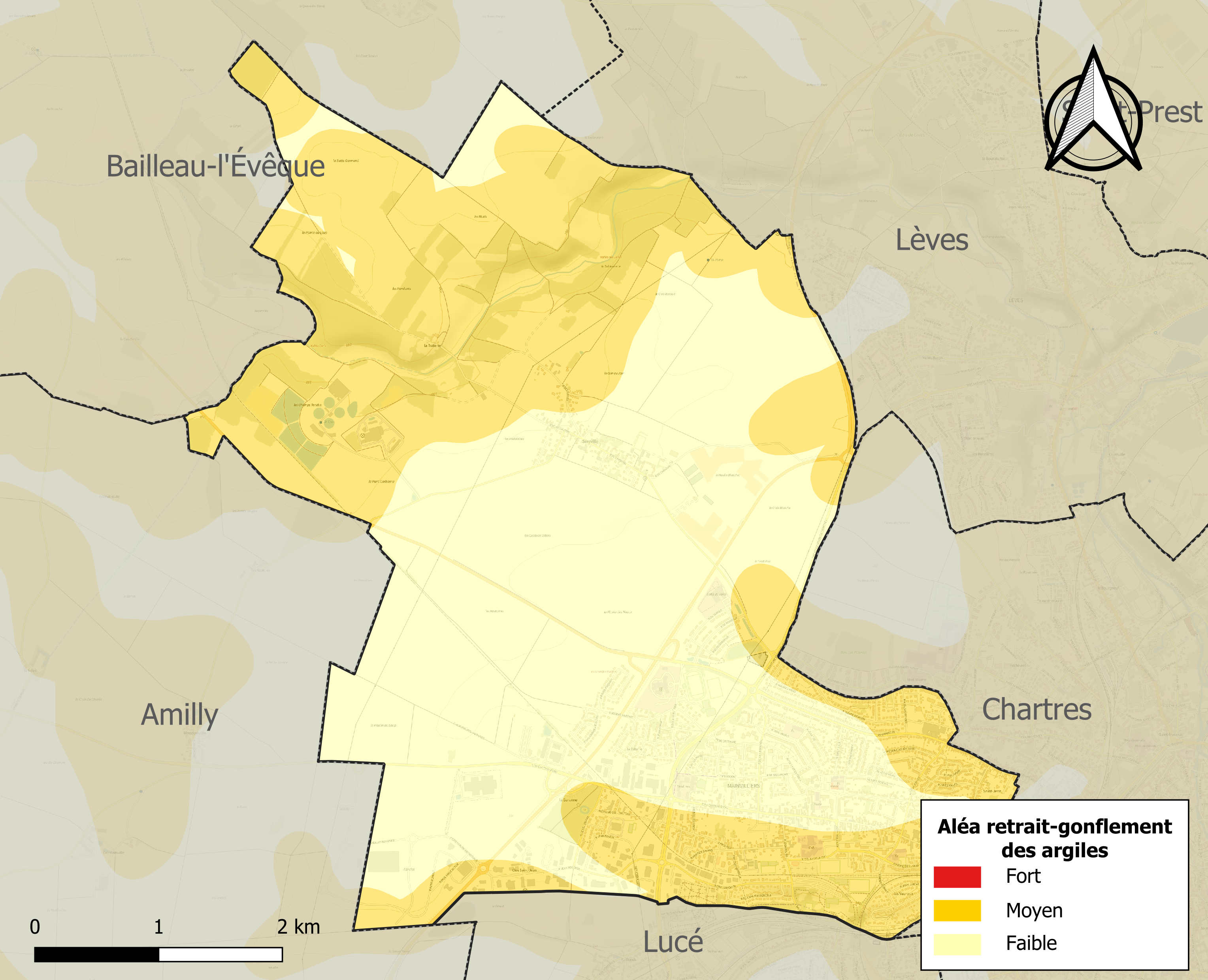
Carte des zones d'aléa retrait-gonflement des sols argileux de Mainvilliers.

Les mouvements de terrains susceptibles de se produire sur la commune sont des affaissements et effondrements liés aux cavités souterraines. L'inventaire national des cavités souterraines permet de localiser celles situées sur la commune.
Le retrait-gonflement des sols argileux est susceptible d'engendrer des dommages importants aux bâtiments en cas d’alternance de périodes de sécheresse et de pluie. 48,2 % de la superficie communale est en aléa moyen ou fort (52,8 % au niveau départemental et 48,5 % au niveau national). Sur les 2 236 bâtiments dénombrés sur la commune en 2019, 1178 sont en aléa moyen ou fort, soit 53 %, à comparer aux 70 % au niveau départemental et 54 % au niveau national. Une cartographie de l'exposition du territoire national au retrait gonflement des sols argileux est disponible sur le site du BRGM,.
Concernant les mouvements de terrains, la commune a été reconnue en état de catastrophe naturelle au titre des dommages causés par la sécheresse en 1989, 1991, 1997, 2011 et 2018 et par des mouvements de terrain en 1999.

#### Risques technologiques
Le risque de transport de matières dangereuses sur la commune est lié à sa traversée par des infrastructures routières ou ferroviaires importantes ou la présence d'une canalisation de transport d'hydrocarbures. Un accident se produisant sur de telles infrastructures est en effet susceptible d’avoir des effets graves au bâti ou aux personnes jusqu’à 350 m, selon la nature du matériau transporté. Des dispositions d’urbanisme peuvent être préconisées en conséquence.

## Toponymie
A l’époque Gallo-Romaine, un grand nombre de villages de Beauce portent un nom qui se termine par Ville ou Villiers. Au Ve siècle, à la suite de l’arrivée de Germains en Beauce des domaines se forment. Ils continuent de s’appeler Villa ou Villieri mais prennent le nom des nouveaux occupants. Sur la commune, c’est le germain Mahin qui possède un domaine important. Le nom Mainvilliers s’est alors construit en plusieurs étapes. La ville s’appelle d’abord Mahin Villieri puis Ma-in Villiers pour finir par se nommer Mainvilliers.

## Histoire

### De laRévolution françaiseà lamonarchie de Juillet
- 1791 : la commune de Lucé est réunie à celle de Mainvilliers par le décret de l'Assemblée nationale du 27 avril 1791.

Ainsi, les plans du cadastre napoléonien de Mainvilliers, établis en 1809, comporte une section Q « dite du Hameau de Lucé », mentionnant notamment l'église de cette paroisse et les hameaux du Petit et du Grand Lucé.
- 1836 : la section cadastrale de Lucé est séparée des autres sections de Mainvilliers et érigée en commune sous Louis-Philippe par l'ordonnance royale du 4 mars 1836.

### DuSecond Empireà l'invasion prussienne de 1870-1871
En 1871, le préfet d'Eure-et-Loir rapporte que Mainvilliers a été occupé presque cinq mois par les Prussiens, du 21 octobre 1870, date à laquelle le château a été bombardé, au 16 mars 1871.

### XXesiècle
- De 1982 à 2015, Mainvilliers est le chef-lieu du canton regroupant les communes de Bailleau-l'Évêque, Chartres (fraction nord-ouest de la commune), Lèves et Saint-Aubin-des-Bois.

## Politique et administration

### Liste des maires
À la suite de l'annulation des élections municipales de 2020 par un arrêt du Conseil d'État du 22 octobre 2021, la commune est sous la tutelle de l'État. Pour les actes de pure administration et de gestion urgente, la commune est administrée par une délégation spéciale nommée par le préfet d'Eure-et-Loir le 27 octobre 2021 avec pour présidente Anne-Marie Borderon.
Le 23 janvier 2022, les électeurs renouvellent leur confiance à Michèle Bonthoux avec 59,06 % des voix, le taux de participation étant de 36,03 %. Elle retrouve son siège de maire le 28 janvier 2022.

### Politique de développement durable
La commune s’est engagée dans une politique de développement durable en lançant une démarche d'Agenda 21 en 2013.

### Jumelages
Mainvilliers est jumelée avec :
| Ville | Ville     | Pays | Pays      | Période     |
| ----- | --------- | ---- | --------- | ----------- |
|       | Römerberg |      | Allemagne | depuis 1974 |

## Équipements et services publics

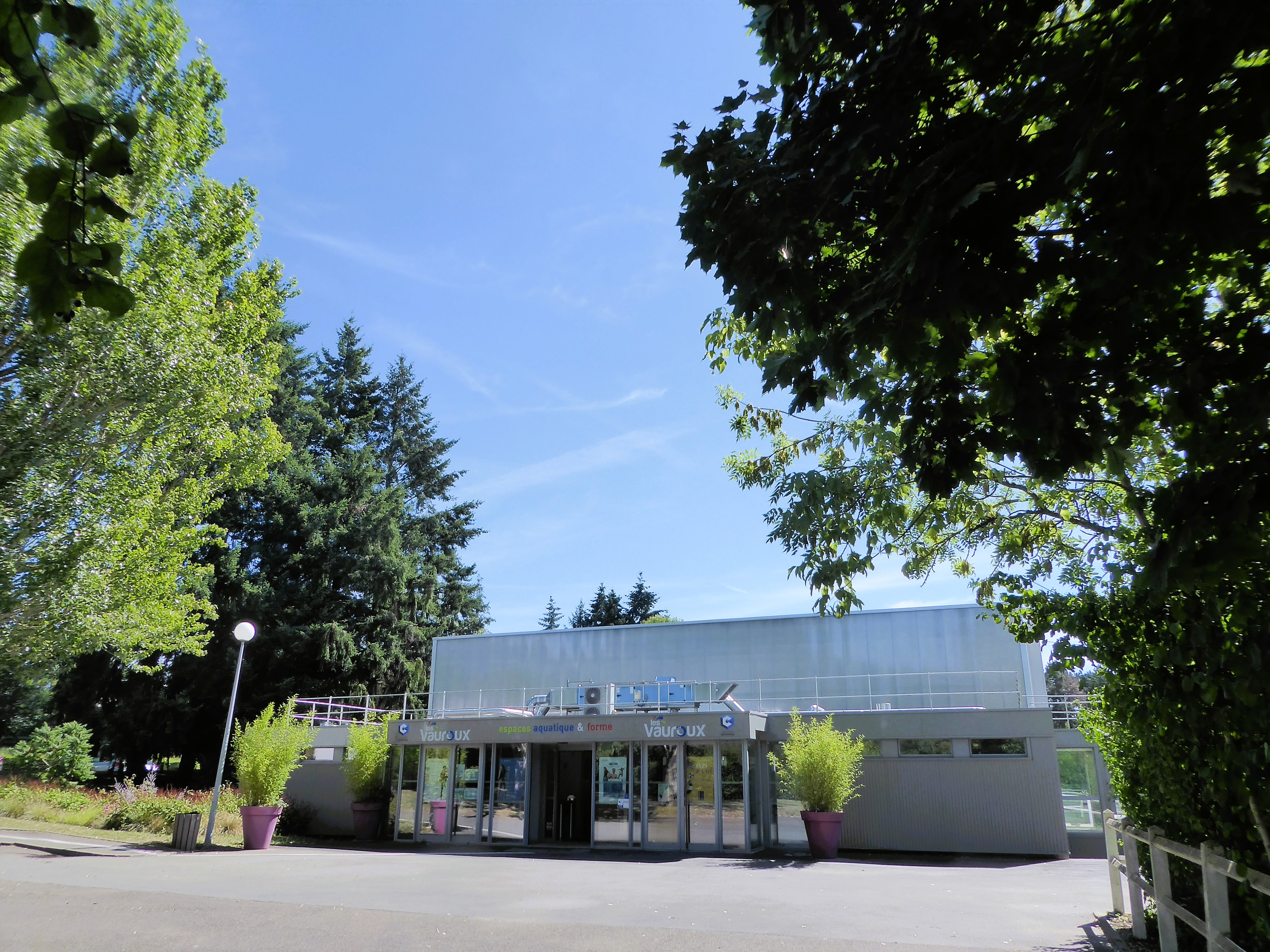
"Espaces aquatique et forme - Les Vauroux".

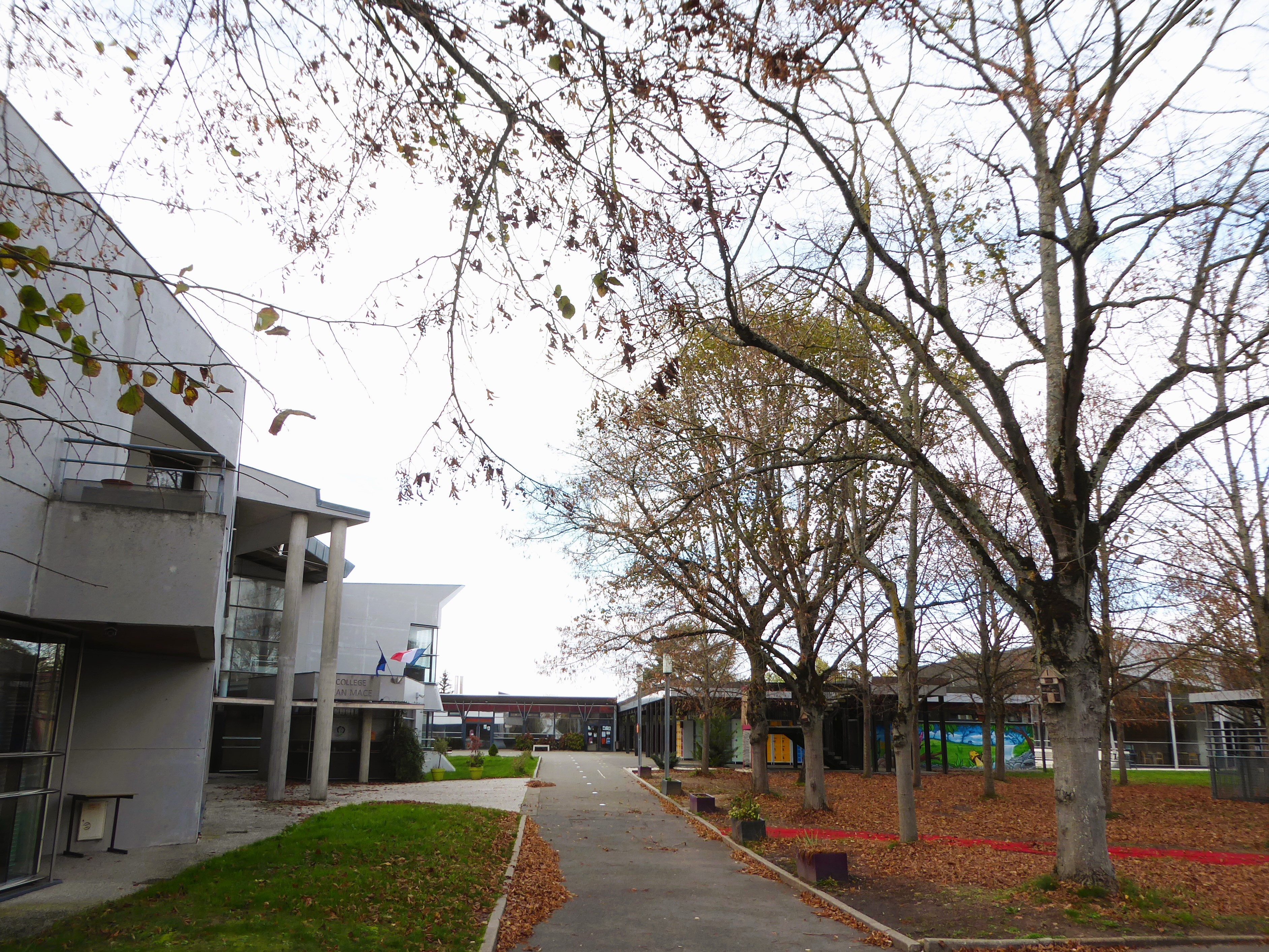
Collège Jean-Macé.

### Espaces publics
- Dans son palmarès 2016, le Conseil National des Villes et Villages Fleuris de France a attribué trois fleurs à la commune au Concours des villes et villages fleuris[32].
- La commune est dotée des « Espaces aquatique et forme - Les Vauroux ». Après avoir été gérés en collaboration avec la commune voisine de Lucé, l'équipement est aujourd'hui placé sous la responsabilité de la communauté d'agglomération Chartres Métropole.
- La ville offre un service de bibliothèque gratuite, Jean de la Fontaine.
- Depuis 2020, la ville est équipée d'un musée numérique, la Microfolie.
- En septembre 2022, le Conservatoire des Machines Agricoles (COMPA) a rouvert ses portes au public après deux ans de fermeture.

### Enseignement
Les établissements d'enseignement de Mainvilliers sont au nombre de cinq :
- École maternelle et élémentaire Victor-Hugo - Émile-Zola, 1 rue du 19-Mars-1962 ;
- École primaire publique Jean-Zay, 23 rue Jean-Zay ;
- École primaire publique Pierre-de-Coubertin, 34 rue Henri-Dunant ;
- Collège Jean-Macé, place Jean-Macé ;
- Établissement régional d'enseignement adapté François-Truffaut (EREA), 42 rue du Château d'Eau[34],[35].

## Population et société

### Démographie
L'évolution du nombre d'habitants est connue à travers les recensements de la population effectués dans la commune depuis 1793. Pour les communes de plus de 10 000 habitants les recensements ont lieu chaque année à la suite d'une enquête par sondage auprès d'un échantillon d'adresses représentant 8 % de leurs logements, contrairement aux autres communes qui ont un recensement réel tous les cinq ans,.
En 2022, la commune comptait 10 950 habitants, en évolution de −3,29 % par rapport à 2016 (Eure-et-Loir : −0,23 %, France hors Mayotte : +2,11 %).
| 1793 | 1800 | 1806 | 1821  | 1831  | 1836 | 1841 | 1846 | 1851 |
| ---- | ---- | ---- | ----- | ----- | ---- | ---- | ---- | ---- |
| 750  | 918  | 908  | 1 032 | 1 046 | 720  | 706  | 736  | 819  |

| 1856 | 1861 | 1866 | 1872  | 1876  | 1881  | 1886  | 1891  | 1896  |
| ---- | ---- | ---- | ----- | ----- | ----- | ----- | ----- | ----- |
| 839  | 883  | 974  | 1 100 | 1 118 | 1 230 | 1 251 | 1 372 | 1 491 |

| 1901  | 1906  | 1911  | 1921  | 1926  | 1931  | 1936  | 1946  | 1954  |
| ----- | ----- | ----- | ----- | ----- | ----- | ----- | ----- | ----- |
| 1 605 | 1 556 | 1 725 | 1 653 | 1 690 | 2 033 | 2 178 | 2 422 | 2 580 |

| 1962  | 1968  | 1975  | 1982   | 1990  | 1999   | 2006   | 2011   | 2016   |
| ----- | ----- | ----- | ------ | ----- | ------ | ------ | ------ | ------ |
| 4 068 | 6 119 | 8 499 | 10 068 | 9 956 | 10 018 | 10 331 | 10 194 | 11 323 |

| 2021   | 2022   | - | - | - | - | - | - | - |
| ------ | ------ | - | - | - | - | - | - | - |
| 11 057 | 10 950 | - | - | - | - | - | - | - |

### Sports
- CS Mainvilliers-Chartres Handball devenu le C 'Chartres Métropole Handball
- C.S. Mainvilliers Football
- CS Mainvilliers Basket
- CS Mainvilliers Cyclisme
- CS Mainvilliers-ASPTT Tennis
- BAPAMA club de Badminton
- CNV club nautique des Vauroux
- LMPTTA club d'athlétisme
- Shorinji kempo
- École de karaté de Mainvilliers (Shotokan)
- Dojo beauceron (judo, ju-jitsu, taïso)
- La Pétanque Sportive
- RAVENS club de football américain
- ASCM Amicale Sportive des cheminots de Mainvilliers
- ACCM Amicale des cheminots corpo de Mainvilliers
- La Palme Eurélienne
- Majo-Twirling Mainvillois club de majorettes

### Manifestations culturelles et festivités
La fête annuelle de la ville rend hommage à saint Hilaire, protecteur de l'église de Mainvilliers. En 2019, elle se déroule pendant trois jours en fin de semaine, courant juin.

## Économie

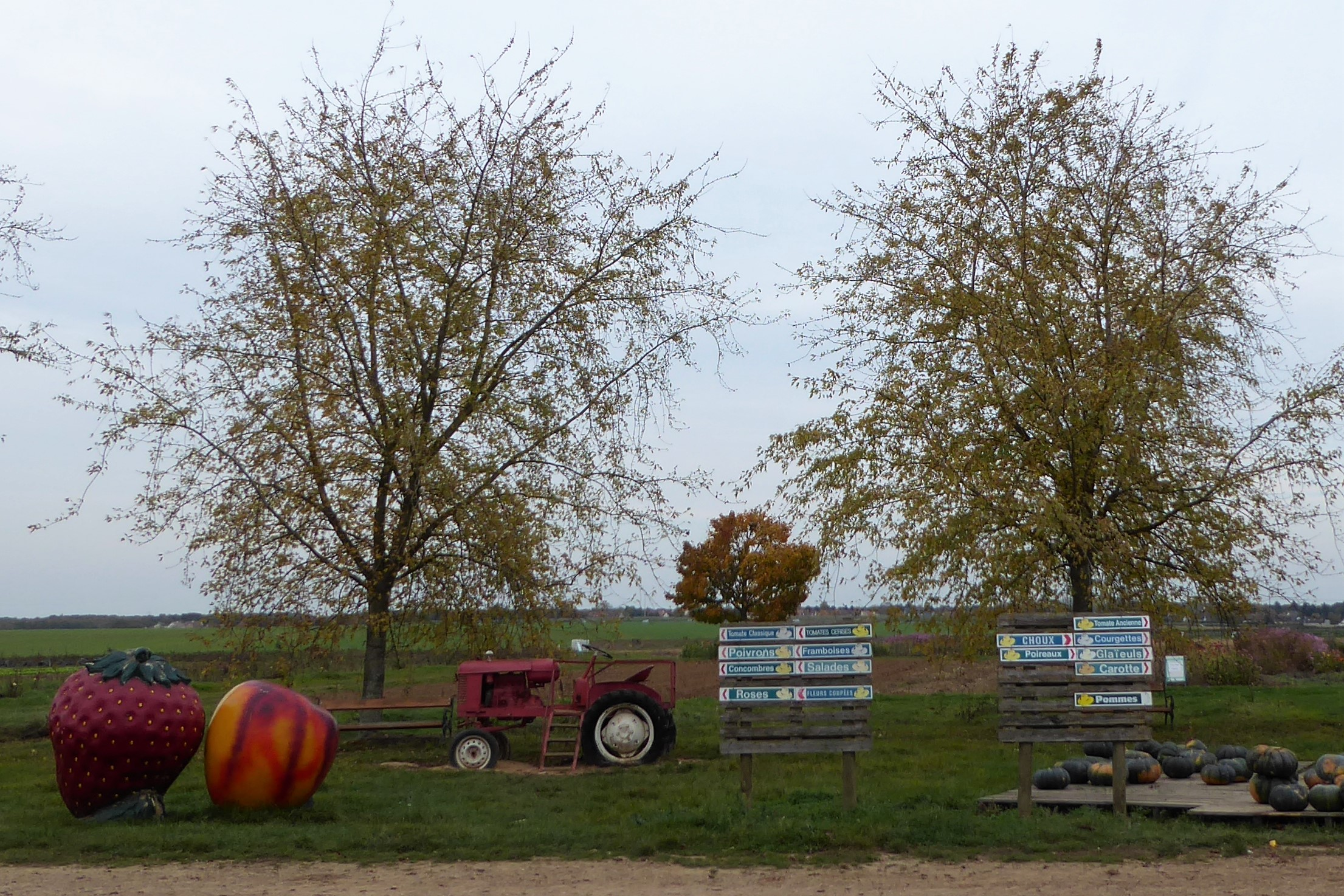
La Cueillette de Seresville.

- Entre Mainvilliers et Seresville se trouve La Cueillette de Seresville, ferme de 20 ha proposant aux euréliens de faire eux-mêmes la cueillette de leurs fruits et légumes[40].
- L’usine de valorisation des déchets Orisane, du groupe Novergie Suez traite la production de 301 000 habitants de la communauté d’agglomération, ainsi que celles du Somel et de Sirtom du Pays Chartrain[41].

## Culture locale et patrimoine

### Lieux et monuments

#### Église Saint-Hilaire

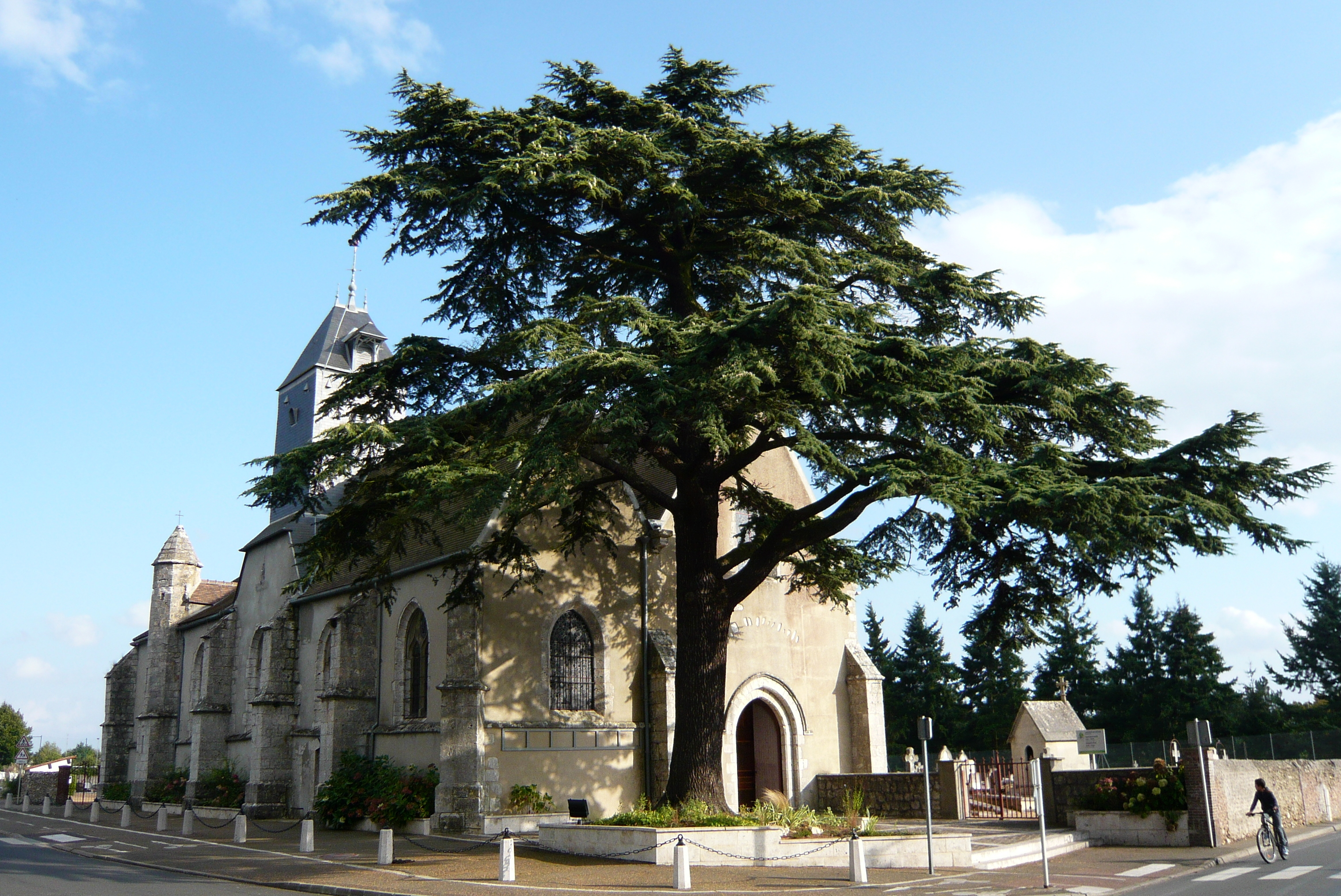
L'église Saint-Hilaire de Mainvilliers

L'église Saint-Hilaire possède quatre vitraux classées monuments historiques.

#### Autres lieux et monuments
- La mairie-école, surnommée « la Folie », construite en 1902 par l'architecte départemental d'Eure-et-Loir Émile Vaillant ;
- La résidence Jean-Macé, 1 place Jean-Macé : conçue en 1985 par l'agence « Adam et Joab », elle bénéficie depuis 2019 du label « Architecture contemporaine remarquable »[43].
- Les archives départementales d'Eure-et-Loir, rue Philarète Chasles ;
- Le parc de l'ancien château de La Garenne ;
- La mare Corbonne ;
- Le Compa, le musée de l'agriculture, installé dans l'ancienne rotonde de la SNCF;
- Le monument « à la mémoire de ses résistants morts pour la France » (1939-1945).

Lieux et monuments
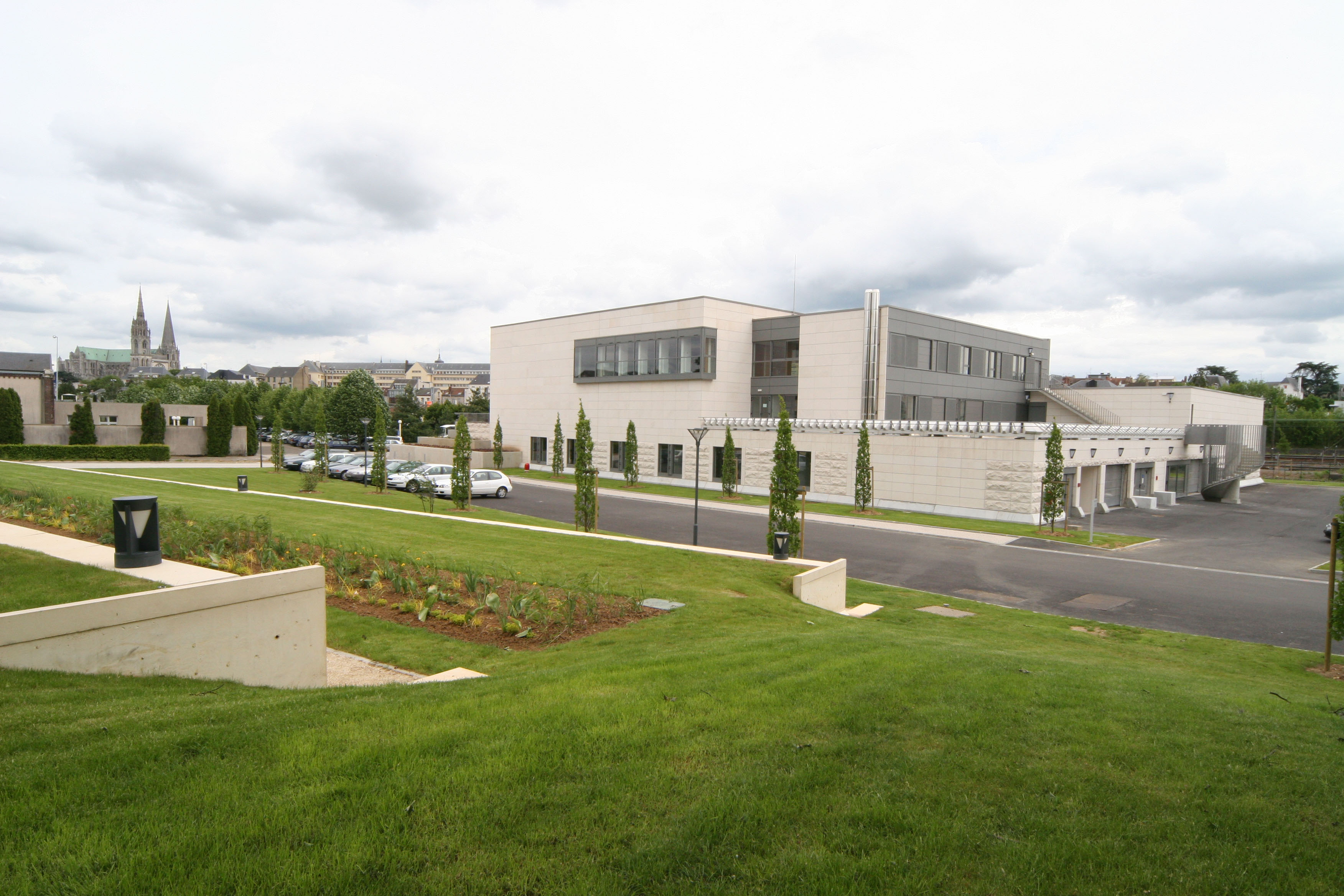
Archives départementales d'Eure-et-Loir.
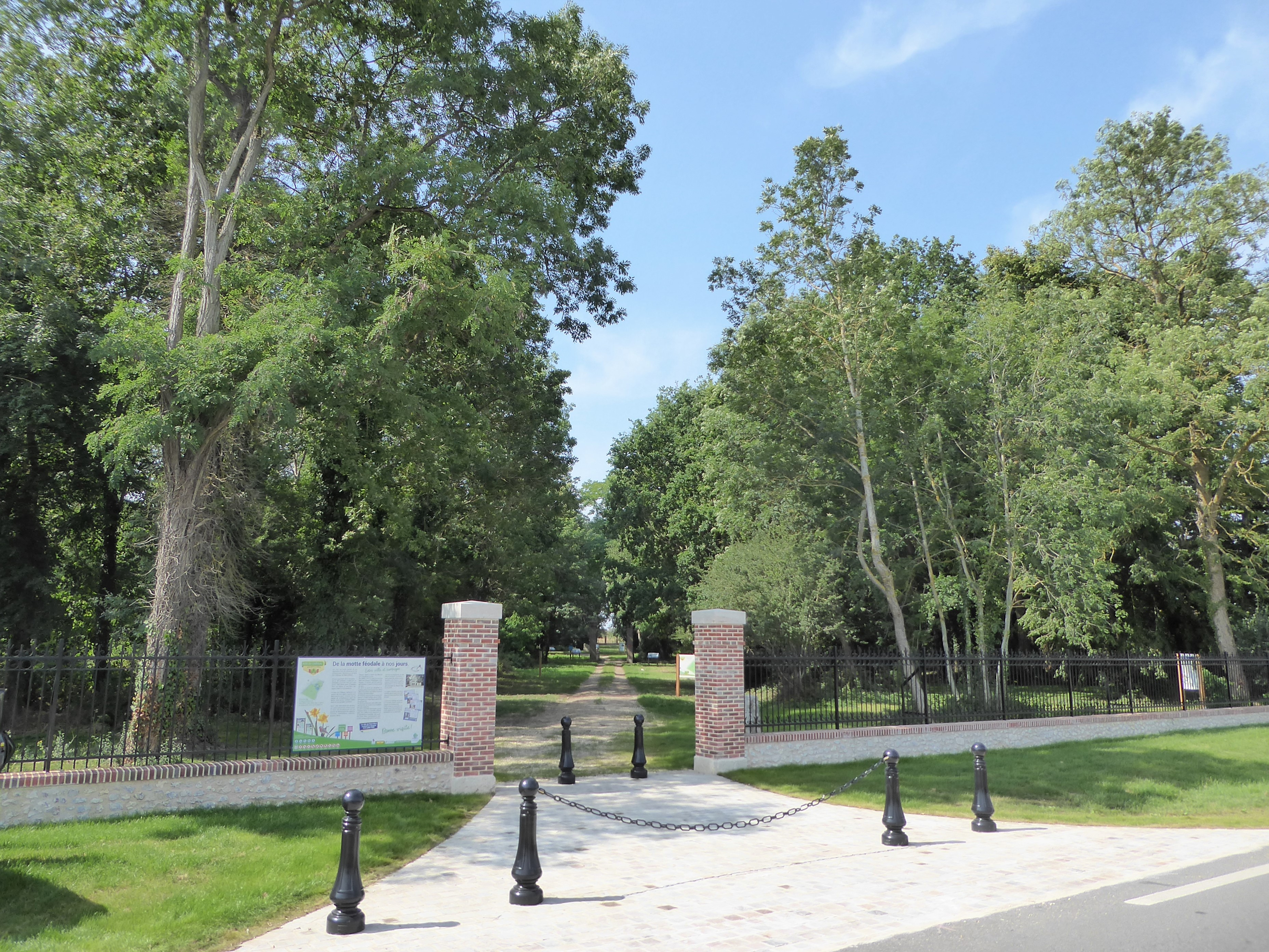
Parc de l'ancien château.
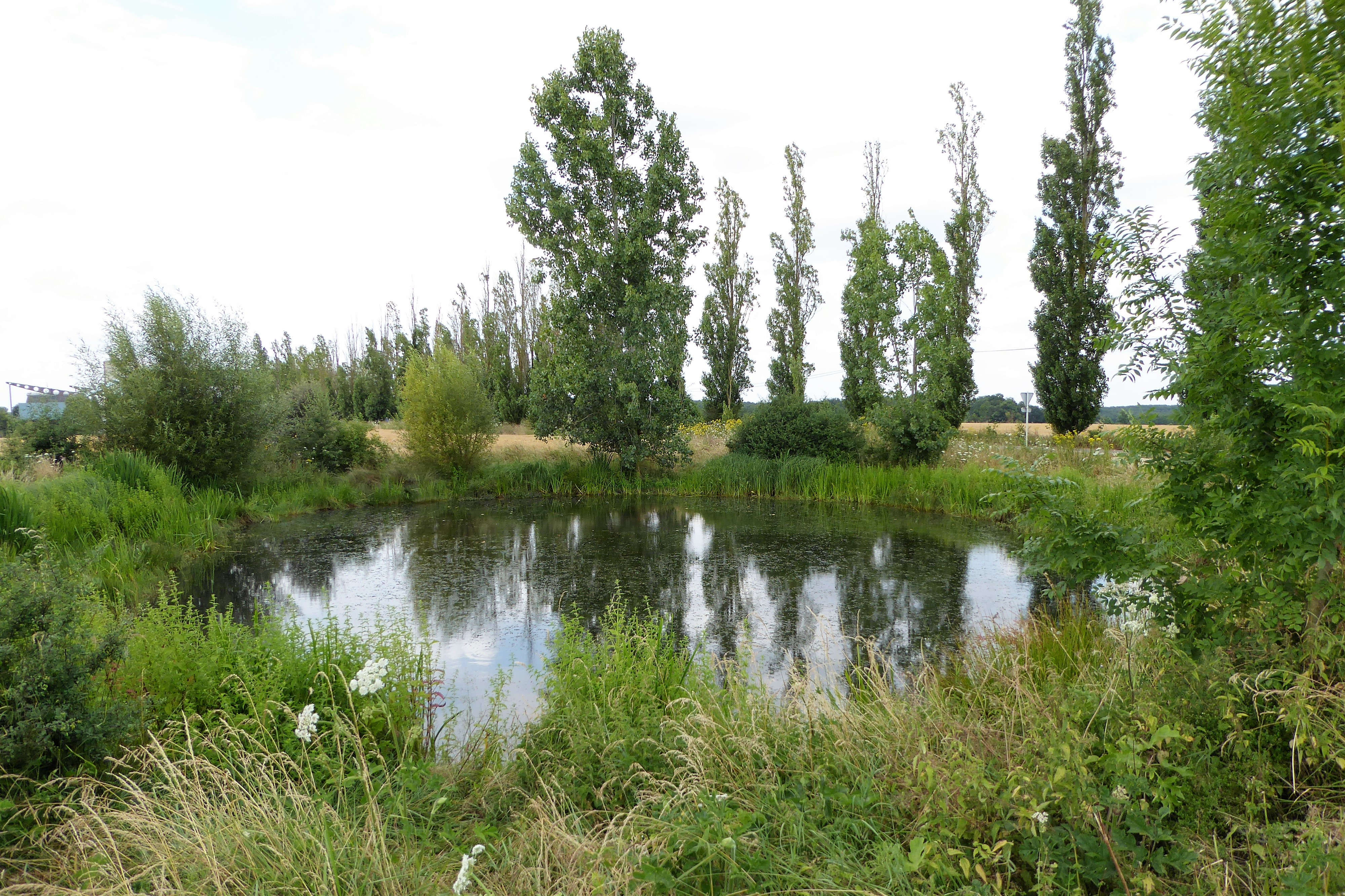
La mare Corbonne.
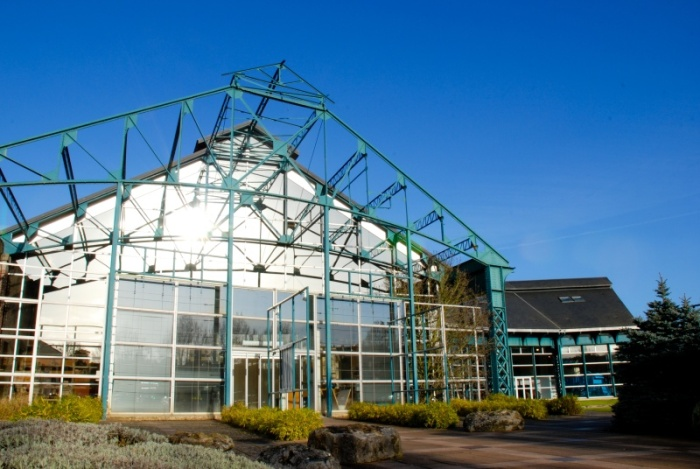
Le Compa.
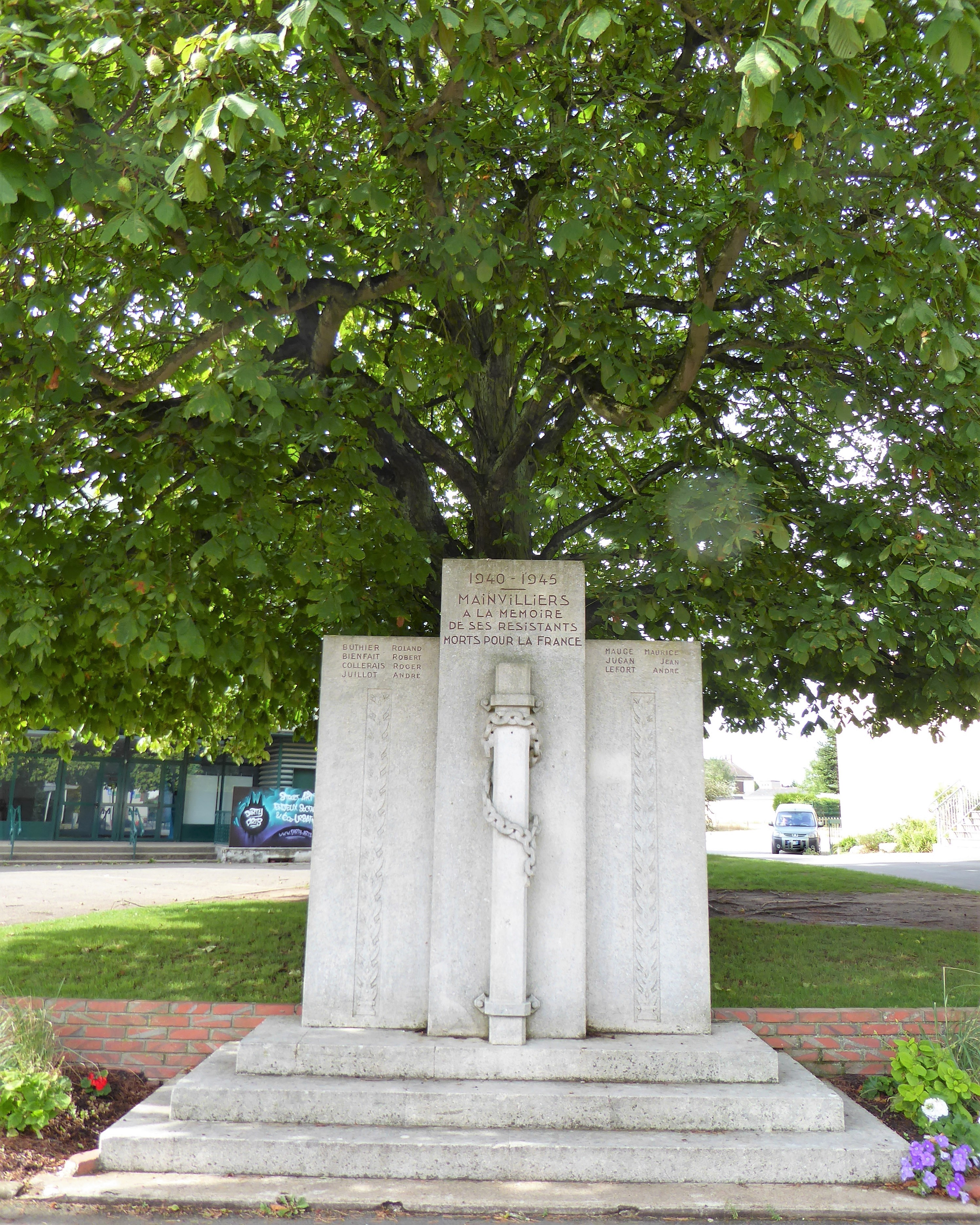
Monument aux morts.

### Personnalités liées à la commune
- Jacques Fouré (1516-1578), évêque de Chalons-sur-Saône en 1573, né à Mainvilliers[44].
- François-Marie-Simon de Pâris, né le 31 août 1764, est officier du régiment de Penthièvre de 1780 à 1786, chevalier d'honneur au bailliage et siège présidial de Chartres de 1786 à 1791, colonel de la garde nationale de Mainvilliers de 1790 à 1792 et bibliothécaire de la bibliothèque de Chartres entre 1794 et 1797. En 1792, il est devenu le propriétaire de l'abbaye de Saint-Vincent-aux-Bois à Saint-Maixme-Hauterive ;
- Philarète Chasles (1799-1873), homme de lettres et journaliste français né à Mainvilliers ;
- Ferdinand Dugué (1816-1913), poète et auteur dramatique propriétaire du château de Mainvilliers ;
- Éléonore Bonnaire (1852-1910), chanteuse, artiste de music-hall et de café-concert, décédée à Mainvilliers ;
- Henri Marchand (1898–1959), acteur français né à Mainvilliers ;
- Pierre Firmin-Didot, imprimeur et mécène français né en 1921 à Mesnil-sur-l'Estrée, est mort le 5 janvier 2001 à Mainvilliers ;
- Bernard Maroquin (1939- ), athlète né à Mainvilliers, spécialiste de la course de fond ;
- Victor Meutelet (1998- ), comédien ;
- Rose Loga (2002- ), athlète résidant dans la commune, lanceuse du marteau, participante aux Jeux olympiques d'été de 2024.

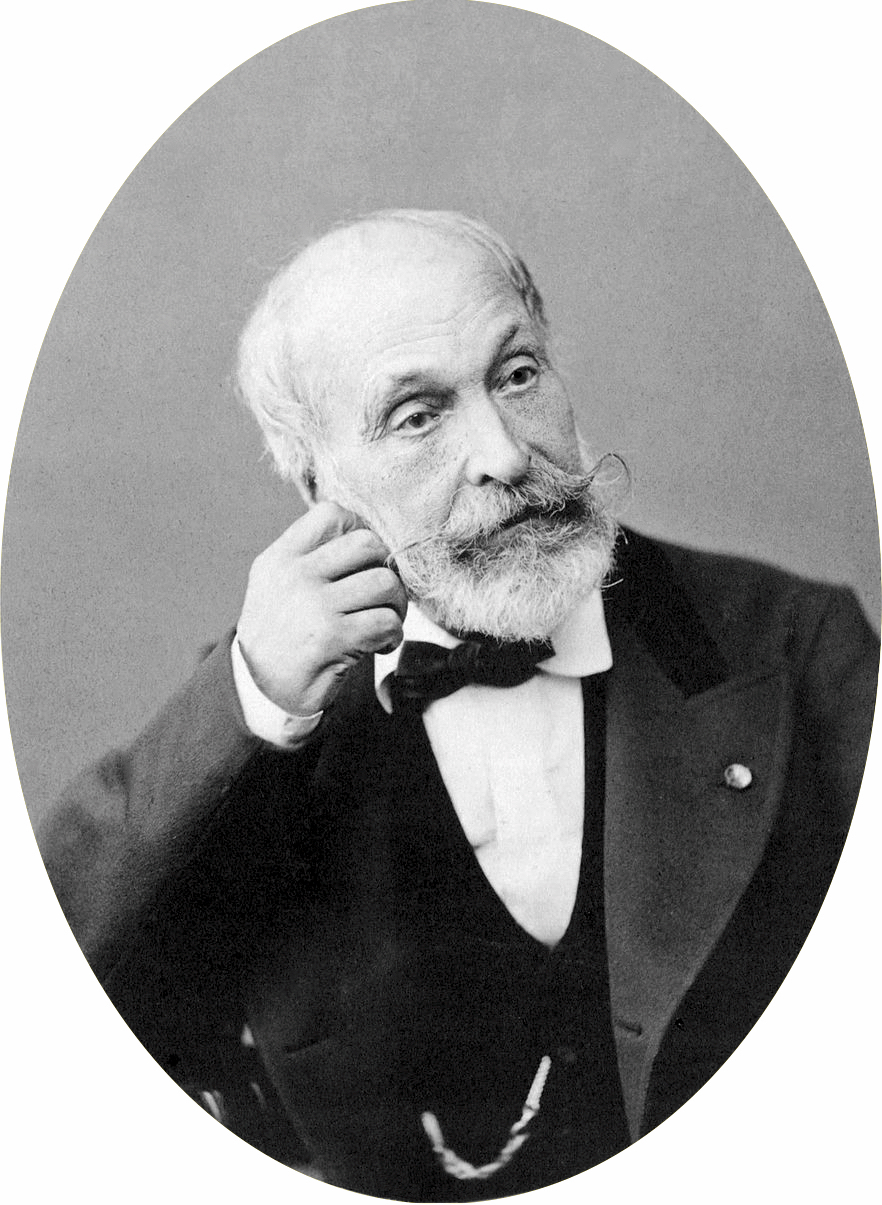
Philarète Chasles, historien de la littérature et bibliothécaire de la Bibliothèque Mazarine.
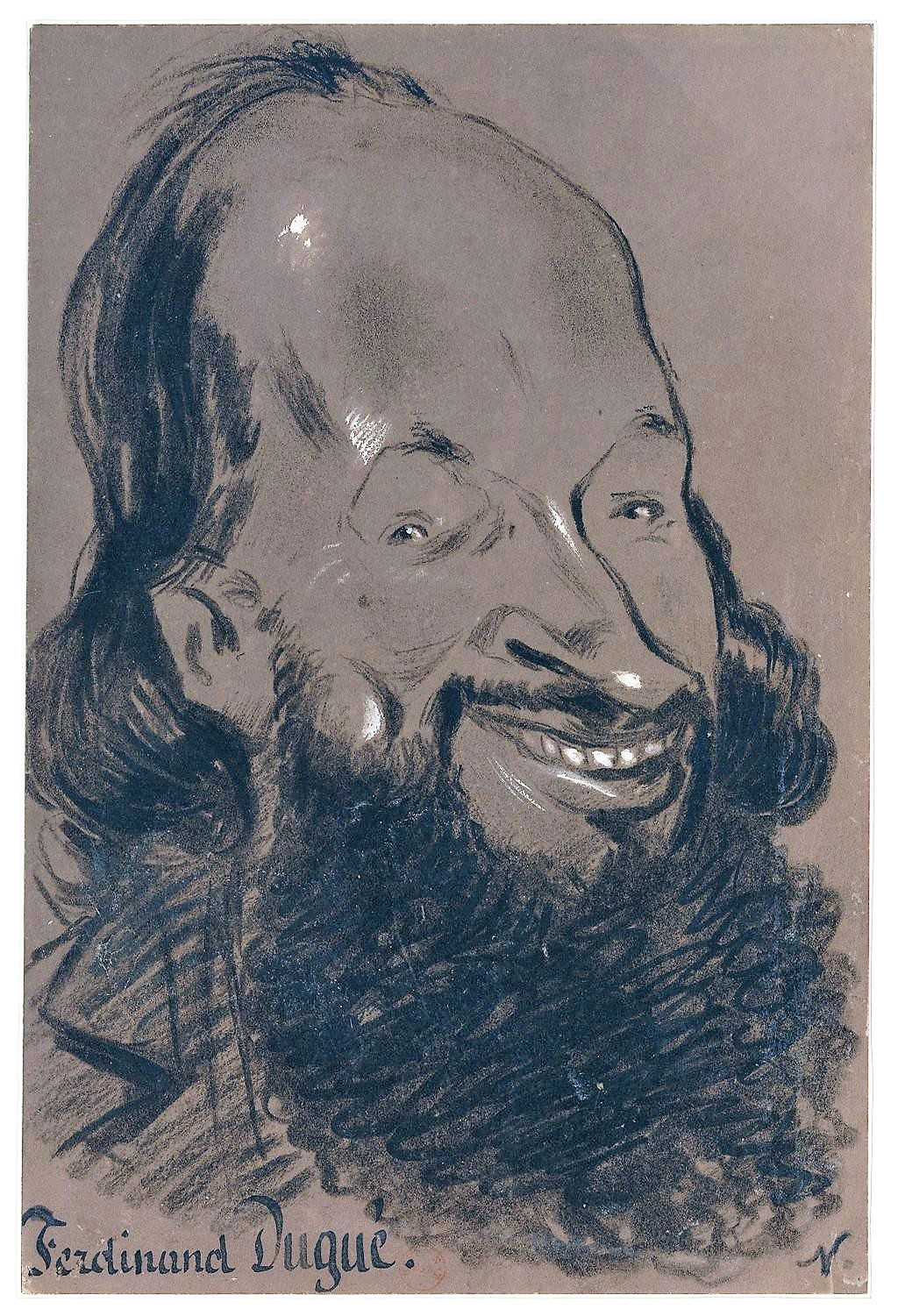
Caricature de Ferdinand Dugué par Nadar.
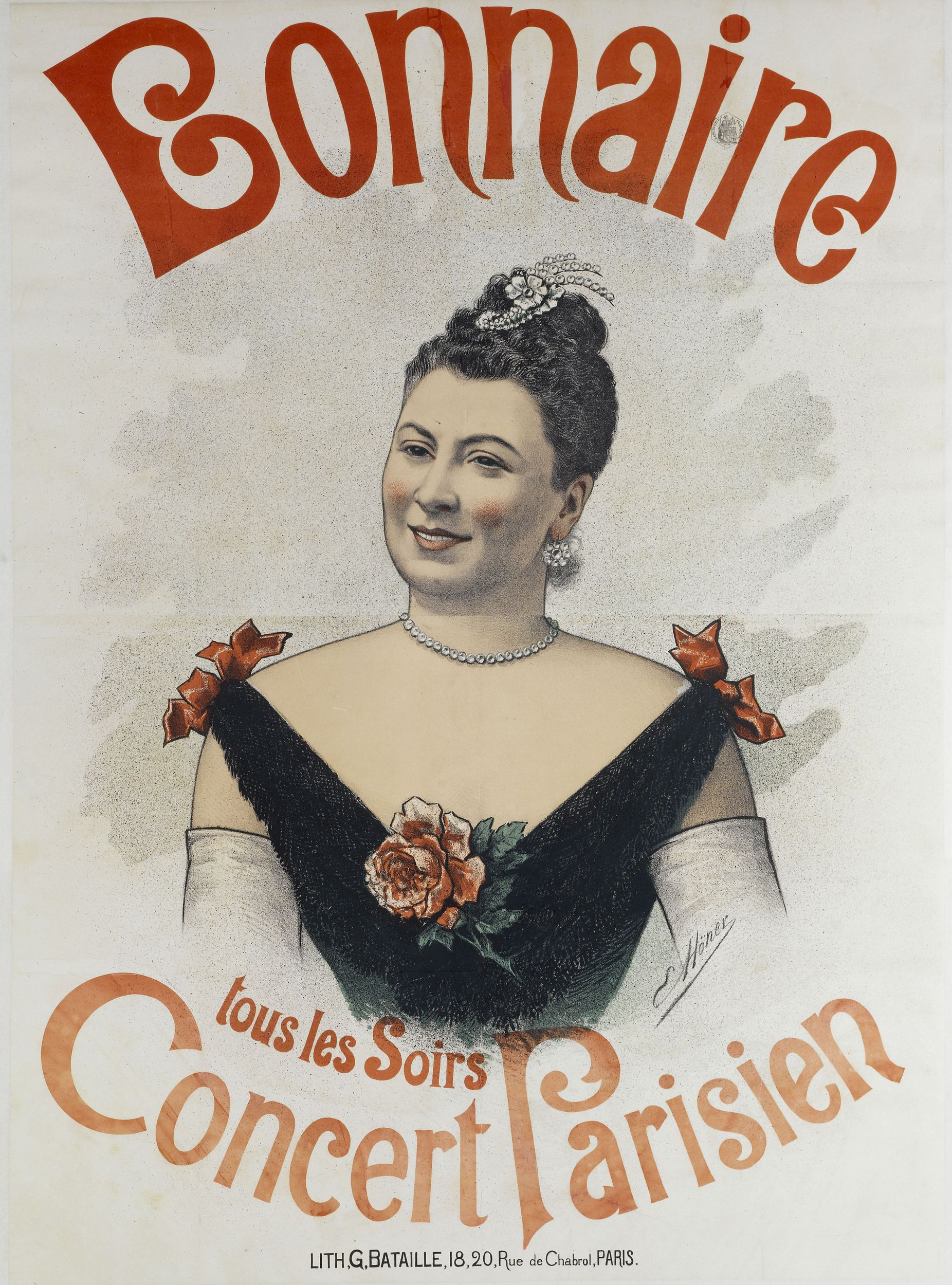
Affiche d'Éléonore Bonnaire.

### Héraldique
|  | Les armes de la commune se blasonnent ainsi : de gueules à l’épée d’argent garnie d’or, aux deux clefs à l’anneau en losange, l’une du même et l’autre aussi d’argent, passées en sautoir brochant sur le tout. |